# Plotter (uitvoerapparaat)

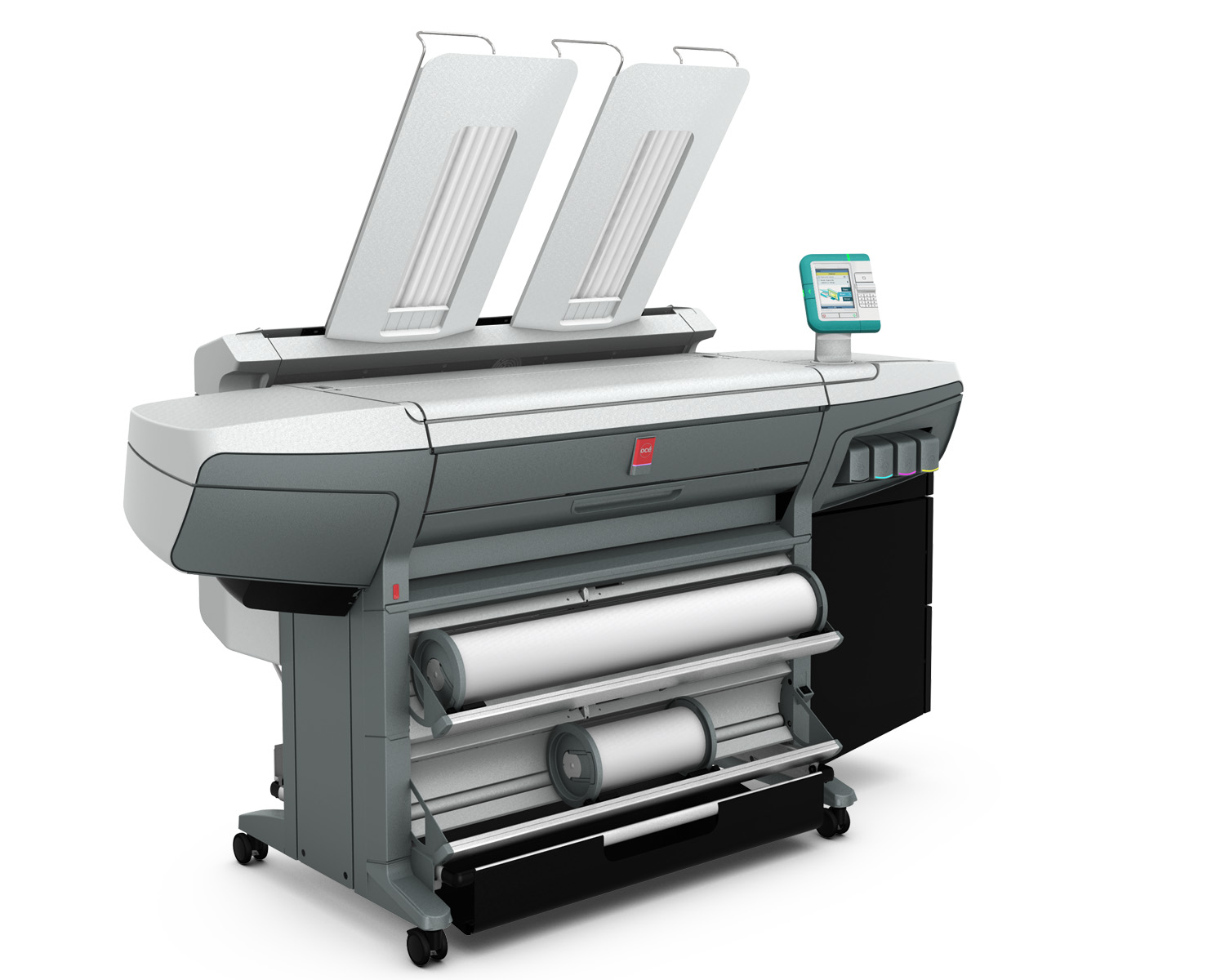
Plotter

Een plotter is een uitvoerapparaat waarmee (lijn)tekeningen, in het bijzonder technische tekeningen, kunnen worden gemaakt voor het plotten van CAD-toepassingen in onder andere de architectuur-, ontwerp-, bouw- en productiesector, waar ze als voordeel hebben dat er met zeer grote papierformaten (van DIN A2 tot A0) kan worden gewerkt met behoud van een hoge resolutie.
Van oorsprong is het een tekenpen die met behulp van twee haaks op elkaar staande armen over een vel papier kan worden bewogen. Het apparaat wordt plotter genoemd om het te onderscheiden van het andere uitvoerapparaat de daisy wheel-, matrix- of inkjetprinter.
Sinds voor plotters gebruik wordt gemaakt van de inktjet-techniek is er qua technische werking weinig verschil tussen een plotter en een printer. Een plotter kan grotere papierformaten (tot A0) bedrukken.
Een plotter kan worden aangestuurd met een speciaal daarvoor ontwikkelde commandotaal; HPGL.

## Plot

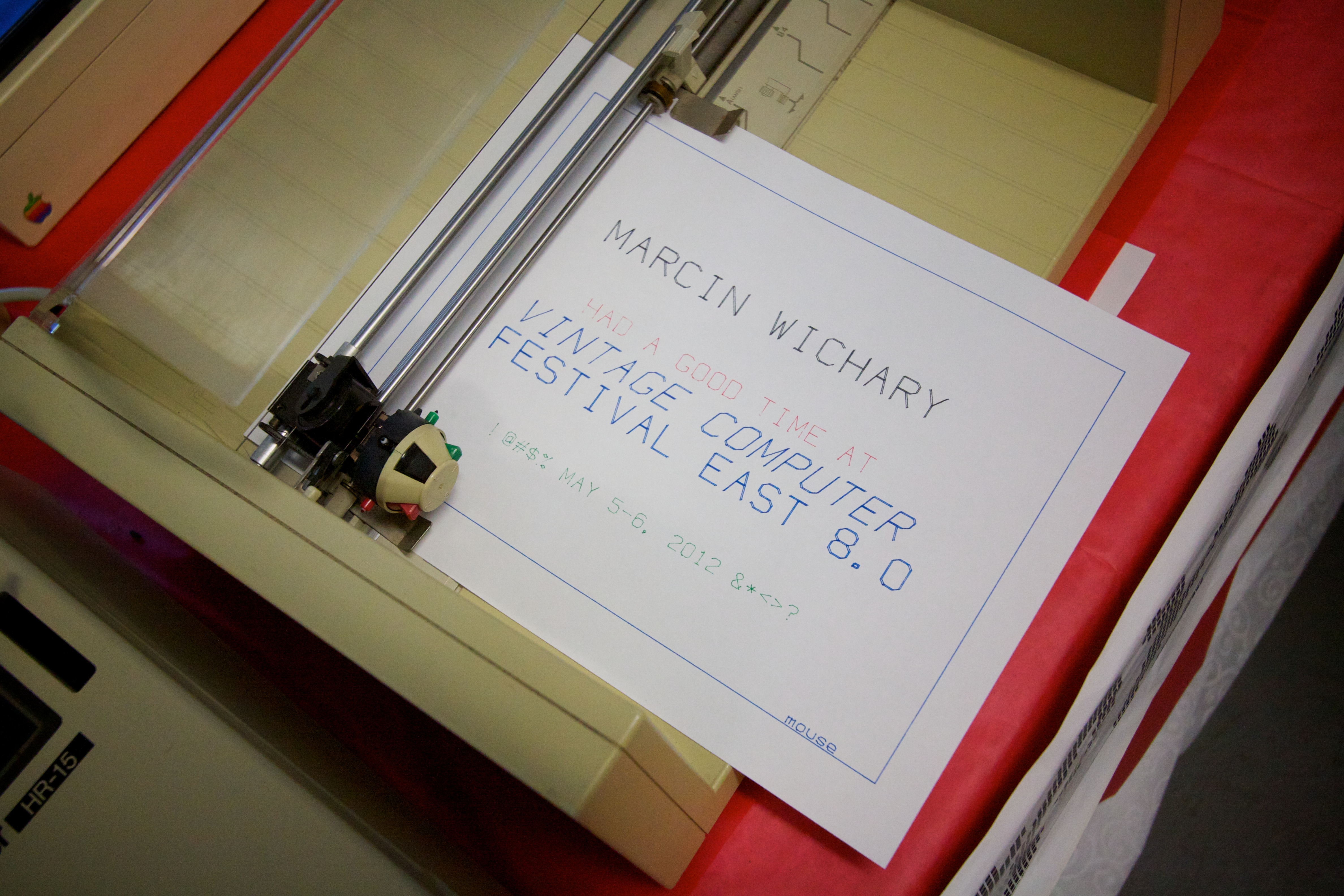
Een kleurenplot

De uitvoer uit een plotter wordt wel plot genoemd, vergelijkbaar met print, een afdruk uit een printer.